# الحوريات والساتير
الحوريات والساتير (بالفرنسية: Nymphes et un satyre)‏، لوحة زيتية رسمها الفنان الفرنسي ويليام بوغيرو في عام 1873.
عُرضت اللوحة في صالون باريس سنة 1873، والذي قد تم افتتاحه يوم 5 مايو. أي قبل عام من انطلاق معرض الانطباعيين الأول.وصف أحد النقاد اللوحة بأنها «أعظم لوحة لجيلنا». تم شراء اللوحة بمبلغ 35,00 فرنك من قبل جامع اللوحات الأمريكي جون وولف في 26 يونيو 1873، وتم عرضها في قصره لسنوات عديدة إلى جانب لوحات أخرى فرنسية رفيعة المستوى.ثم بيعت في مزاد عام 1888، بعد ذلك تم عرض اللوحة في حانة فندق هوفمان هاوس بمدينة نيويورك حتى عام 1901 ، ثم بيعت لمشتري قام بتخزين اللوحة في مستودع بغرض إبعاد المحتوى الهجومي من الجمهور.
أكتشف روبرت ستيرلينغ كلارك اللوحة عام 1942.اللوحة حالياً معروضة في معهد كلارك للفنون المتواجد في ويليامزتاون، ماساتشوستس.

## الوصف
وفقاً لمعهد كلارك، تصور اللوحة مجموعة من الحوريات تستحم في بركة منعزلة عندما تفاجئن بوجود ساتير، تراجعت بعض الحوريات إلى الظلال على اليمين، البعض الآخر كان أكثر شجاعة وحاولن إخماد حرارة الساتير عن طريق سحبه إلى الماء البارد.إحدى حوافر الساتير مبللة بالفعل ومن الواضح أنه لا يريد أن يذهب إلى أبعد من ذلك.أسلوب بوغيرو كان تقليدي فقد قدم عدداً من الرسومات بعناية بأشكال بشرية في أوضاع متشابكة معقدة، وربطها معًا في هذه التركيبة الإيقاعية الرائعة "."